# San Francisco 49ers 2015
La stagione 2015 dei San Francisco 49ers è stata la 66ª della franchigia nella National Football League, la prima con Jim Tomsula come capo-allenatore. Per la seconda stagione consecutiva la squadra non raggiunse i playoff, terminando con 5 vittorie e 11 sconfitte all'ultimo posto della division. A fine anno, Tomsula fu licenziato.

## Scelte nel Draft 2015
| Ordine del draft | Ordine del draft | Ordine del draft | Nome                                 | Ruolo                                | College                              |
| Giro             | Scelta           | Totale           | Nome                                 | Ruolo                                | College                              |
| ---------------- | ---------------- | ---------------- | ------------------------------------ | ------------------------------------ | ------------------------------------ |
| 1                | 15               | 15               | Scambiata coi San Diego Chargers     | Scambiata coi San Diego Chargers     | Scambiata coi San Diego Chargers     |
| 1                | 17               | 17               | Arik Armstead                        | Defensive end                        | Oregon                               |
| 2                | 14               | 46               | Jaquiski Tartt                       | Safety                               | Samford                              |
| 3                | 15               | 79               | Eli Harold                           | Defensive end                        | Virginia                             |
| 4                | 14               | 113              | Scambiata coi Buffalo Bills          | Scambiata coi Buffalo Bills          | Scambiata coi Buffalo Bills          |
| 4                | 18               | 117              | Blake Bell                           | Tight end                            | Oklahoma                             |
| 4                | 27               | 126              | Mike Davis                           | Running back                         | South Carolina                       |
| 4                | 33               | 132              | DeAndre Smelter                      | Wide receiver                        | Georgia Tech                         |
| 5                | 15               | 151              | Scambiata con gli Indianapolis Colts | Scambiata con gli Indianapolis Colts | Scambiata con gli Indianapolis Colts |
| 5                | 29               | 165              | Bradley Pinion                       | Punter                               | Clemson                              |
| 6                | 14               | 190              | Ian Silberman                        | Guardia                              | Boston College                       |
| 7                | 15               | 232              | Scambiata coi Miami Dolphins         | Scambiata coi Miami Dolphins         | Scambiata coi Miami Dolphins         |
| 7                | 37               | 244              | Trenton Brown                        | Guardia                              | Florida                              |
| 7                | 29               | 246              | Scambiata coi Dallas Cowboys         | Scambiata coi Dallas Cowboys         | Scambiata coi Dallas Cowboys         |
| 7                | 37               | 254              | Rory Anderson                        | Tight end                            | South Carolina                       |

## Staff
| Staff dei San Francisco 49ers nel 2015 |
| --- |
| Organi dirigenziali - Co-Chairman: Denise York e John York - Presidente/CEO: Jed York - General Manager: Trent Baalke Capo allenatore - Jim Tomsula Altri allenatori - Coordinatore dello sviluppo della forza e della condizione: Vacante - Assistente dello sviluppo della forza e della condizione: Vacante Allenatori dell'attacco - Coordinatore offensivo – Geep Chryst - Quarterback – Steve Logan - Running Back – Tom Rathman - Wide Receiver – Adam Henry - Assistente Wide Receiver – Ronald Curry - Tight End – Tony Sparano - Offensive Line – Chris Foerster - Assistente Offensive Line – Eric Wolford - Assistente offendivo – D.J. Boldin Allenatori della difesa - Coordinatore difensivo – Eric Mangini - Defensive Line – Scott Brown - Outside Linebackers/Assistente senior – Jason Tarver - Inside Linebackers – Clancy Pendergast - Defensive Backs – Tim Lewis - Assistente difesa – Aubrayo Franklin - Assistente difesa – Ejiro Evero - Assistente difesa – Mick Lombardi Allenatori dello special team - Coordinatore special team – Thomas McGaughey - Assistente – Richard Hightower |

## Roster
| Roster dei San Francisco 49ers nel 2015 |
| --- |
| Quarterback - 2 Blaine Gabbert - 13 Dylan Thompson Running Back - 32 Travaris Cadet - 24 Shaun Draughn - 30 Kendall Gaskins - 28 Carlos Hyde - 49 Bruce Miller FB Wide Receiver - 81 Anquan Boldin - 10 Bruce Ellington - 11 Quinton Patton - 14 Jerome Simpson - 82 Torrey Smith - 18 DeAndrew White Tight End - 84 Blake Bell - 88 Garrett Celek - 89 Vance McDonald Offensive Linemen - 75 Alex Boone G - 77 Trenton Brown T - 65 Jordan Devey G - 66 Marcus Martin C - 71 Erik Pears G - 62 Ian Silberman T - 74 Joe Staley T - 60 Brandon Thomas G - 61 Andrew Tiller G Defensive Linemen - 91 Arik Armstead DT - 95 Tank Carradine DT - 92 Quinton Dial DT - 90 Glenn Dorsey DT - 63 Tony Jerod-Eddie DT - 64 Mike Purcell NT - 93 Ian Williams NT Linebacker - 50 Nick Bellore ILB - 53 NaVorro Bowman ILB - 55 Ahmad Brooks OLB - 58 Eli Harold OLB - 51 Gerald Hodges ILB - 96 Corey Lemonier OLB - 59 Aaron Lynch OLB - 56 Shayne Skov ILB - 57 Michael Wilhoite ILB Defensive Back - 20 Kenneth Acker CB - 26 Tramaine Brock CB - 47 Marcus Cromartie CB - 40 Chris Davis CB - 36 Dontae Johnson CB - 27 Keith Reaser CB - 35 Eric Reid FS - 29 Jaquiski Tartt SS - 25 Jimmie Ward FS Special Team - 9 Phil Dawson K - 86 Kyle Nelson LS - 5 Bradley Pinion P Lista delle riserve - 17 Dres Anderson WR (IR) - 48 Rory Anderson TE (IR) - 41 Antoine Bethea SS (IR) - 23 Reggie Bush RB (IR) - 22 Mike Davis RB (IR) - 7 Colin Kaepernick QB (IR) - 67 Daniel Kilgore C (Active/PUP) - 31 L.J. McCray FS (IR) - 68 Kaleb Ramsey DE (Sospeso) - 15 DeAndre Smelter WR (NF-Inj.) Squadra di allenamento - -- McLeod Bethel-Thompson QB - 19 DiAndre Campbell WR - 69 Donald Hawkins OT - 38 Jarryd Hayne RB - 46 Brian Leonhardt TE - 45 Marcus Rush OLB - 78 Garrison Smith NT - -- Kevin Snyder LB - 33 Jermaine Whitehead FS 53 attivi, 10 inattivi, 7 nella squadra di allenamento, 0 free agent |
| Legenda - I rookie sono in corsivo. - Il primo ruolo è il principale mentre gli eventuali successivi indicano i ruoli secondari. - (IR) sta per Injured Reserve ed indica la lista ristretta per un solo giocatore infortunato che può tornare ad allenarsi dopo la settimana 6 e a rientrare in prima squadra dopo che questa ha giocato 8 partite. - (NF-Inj.) / (NF-Ill.) stanno rispettivamente per Non-Football Injured e Non-Football Illness ed indicano le liste dove viene inserito un giocatore che ha un infortunio o una malattia non dipendente dal football americano. - (PUP) sta per Physically Unable to Perform ed indica la lista dove viene inserito un giocatore mentre è in attesa di recuperare la condizione fisica. Nella stagione regolare dopo la sesta partita giocata dalla propria squadra, il giocatore ha tempo tre settimane per riprendere ad allenarsi, più tre settimane aggiuntive dal suo rientro agli allenamenti per rientrare in prima squadra. |

## Calendario
Il calendario della stagione è stato annunciato ad aprile 2015.
| 1  | 14/9               | Minnesota Vikings      | V 20–3             | 1–0                | Levi's Stadium                | Recap              |                    |                    |
| 2  | 20/9               | at Pittsburgh Steelers | S 18–43            | 1–1                | Heinz Field                   | Recap              |                    |                    |
| 3  | 27/9               | at Arizona Cardinals   | S 7–47             | 1–2                | University of Phoenix Stadium | Recap              |                    |                    |
| 4  | 4/10               | Green Bay Packers      | S 3–17             | 1–3                | Levi's Stadium                | Recap              |                    |                    |
| 5  | 11/10              | at New York Giants     | S 27–30            | 1–4                | MetLife Stadium               | Recap              |                    |                    |
| 6  | 18/10              | Baltimore Ravens       | V 25–20            | 2–4                | Levi's Stadium                | Recap              |                    |                    |
| 7  | 22/10              | Seattle Seahawks       | S 3–20             | 2–5                | Levi's Stadium                | Recap              |                    |                    |
| 8  | 1/11               | at St. Louis Rams      | S 6–27             | 2–6                | Edward Jones Dome             | Recap              |                    |                    |
| 9  | 8/11               | Atlanta Falcons        | V 17–16            | 3–6                | Levi's Stadium                | Recap              |                    |                    |
| 10 | Settimana di pausa | Settimana di pausa     | Settimana di pausa | Settimana di pausa | Settimana di pausa            | Settimana di pausa | Settimana di pausa | Settimana di pausa |
| 11 | 22/11              | at Seattle Seahawks    | S 13–29            | 3–7                | CenturyLink Field             | Recap              |                    |                    |
| 12 | 29/11              | Arizona Cardinals      | S 13–19            | 3–8                | Levi's Stadium                | Recap              |                    |                    |
| 13 | 6/12               | at Chicago Bears       | V 26–20 (DTS)      | 4–8                | Soldier Field                 | Recap              |                    |                    |
| 14 | 13/12              | at Cleveland Browns    | S 10–24            | 4–9                | FirstEnergy Stadium           | Recap              |                    |                    |
| 15 | 20/12              | Cincinnati Bengals     | S 14–24            | 4–10               | Levi's Stadium                | Recap              |                    |                    |
| 16 | 27/12              | at Detroit Lions       | S 17–32            | 4–11               | Ford Field                    | Recap              |                    |                    |
| 17 | 3/1                | St. Louis Rams         | V 19–16 (DTS)      | 5–11               | Levi's Stadium                | Recap              |                    |                    |

Note

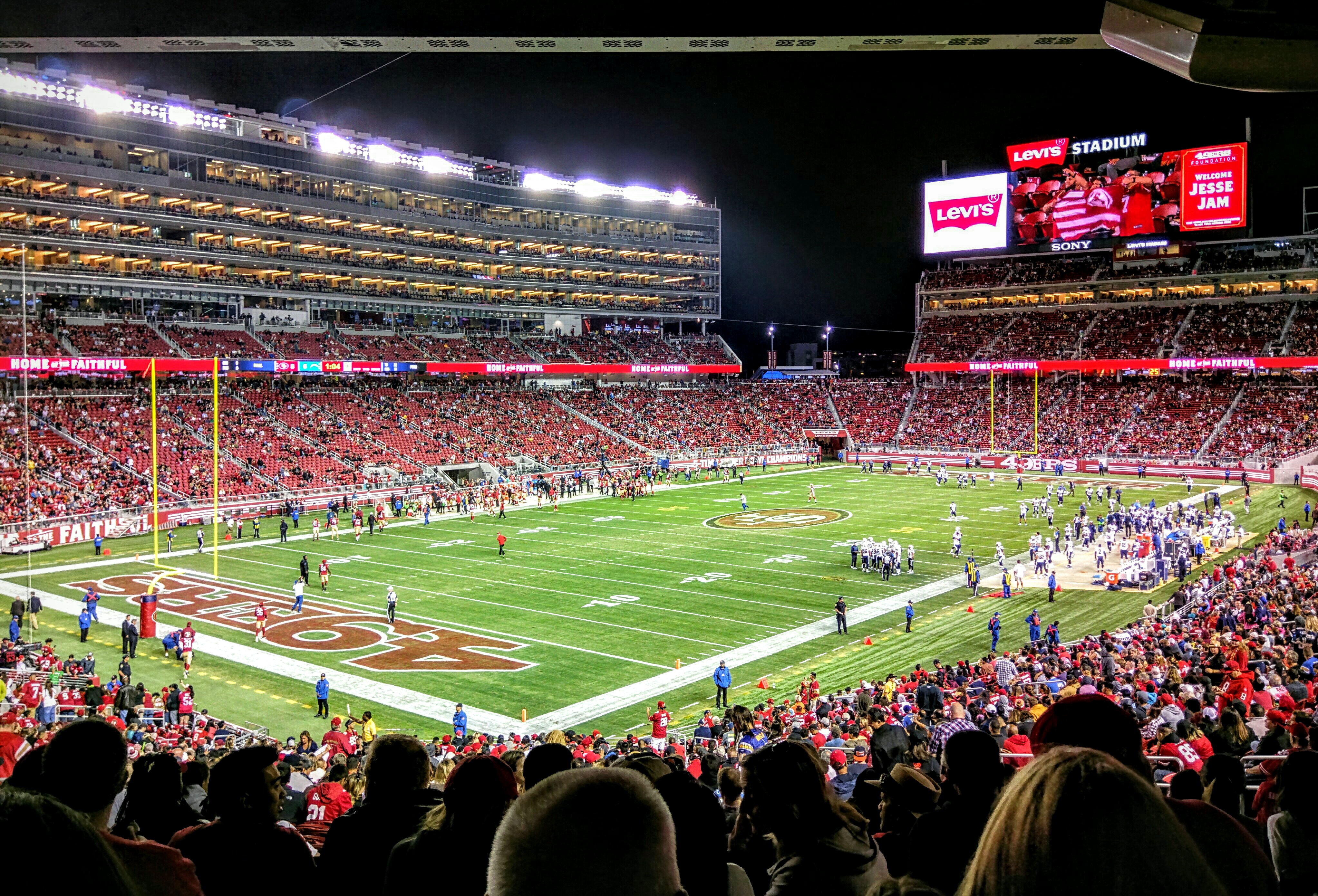
L'ultima gara di pre-stagione il 3 settembre contro i Chargers

- Gli avversari della propria division sono in grassetto.

## Classifiche

### Division
| NFC West              | NFC West | NFC West | NFC West | NFC West | NFC West | NFC West | NFC West | NFC West | NFC West |
|                       | V        | S        | S        | %        | DIV      | CONF     | PF       | PS       | Str.     |
| --------------------- | -------- | -------- | -------- | -------- | -------- | -------- | -------- | -------- | -------- |
| (2) Arizona Cardinals | 13       | 3        | 0        | .813     | 4–2      | 10–2     | 489      | 313      | S1       |
| (6) Seattle Seahawks  | 10       | 6        | 0        | .625     | 3–3      | 7–5      | 423      | 277      | V1       |
| St. Louis Rams        | 7        | 9        | 0        | .438     | 4–2      | 6–6      | 280      | 330      | S1       |
| San Francisco 49ers   | 5        | 11       | 0        | .313     | 1–5      | 4–8      | 238      | 387      | V1       |

## Premi
- Anquan Boldin:

Walter Payton NFL Man of the Year